# Козьмина, Ксения Евдокимовна
Ксения Евдокимовна Козьмина (24 января 1912; Миллерово, Российская империя — 2 августа 2003; Москва, Россия) — советская актриса театра, кино и телевидения.

## Биография
Родилась 24 января 1912 года в Миллерово.
Училась в трудовой школе, после чего получила аттестат о среднем образовании. Работала на фабрике «Музтрест» в городе Ленинград, также работала на Государственном авиационном заводе № 1 в Москве. В 1934 году Козьмина узнала о наборе в актёрскую школу при кинофабрике «Межрабпомфильм» и пошла туда. Там девушка прошла конкурсные испытания, а после закрытия кинофабрики в 1936 году, перешла в актёрскую школу при киностудии «Мосфильм».
После того, как наступила личная жизнь и появился общий сын, её мужа арестовали по обвинению во вредительстве и участию в контрреволюционной тер. организации, после чего он был расстрелян. Сама Козьмина была арестована как член семьи «изменника Родины» и расставшись с сыном получила восемь лет лагерей. Там работала лучше многих. Именно за труд ей было изменено наказание прибывания в лагере на ссылку в положении вольнонаёмной без права выезда. Работала по обслуживанию госпиталей и лишь в 1945 году вернулась к актёрской деятельности. Некоторое время трудилась редактором Ленинградского комитета радиоинформации и работала в качестве воспитателя в детском саду. Служила таким театрам, как Театр-студия киноактёра", Драматический театр Северного флота, Рязанский театр для детей и молодёжи. По мимо актёрской деятельности занималась дубляжом (озвучиванием).
Ушла из жизни 2 августа 2003 года в Москве. Похоронена на Рогожском кладбище.

### Личная жизнь
- Вышла замуж за Якова Марковича Шинделя, заместителя начальника Главсахара Наркомата пищевой промышленности СССР. Родился у пары общий сын Марк Яковлевич Шиндель[1].

## Творчество

### Фильмография
- 1944 — Большая земля — соседка Свиридовых
- 1956 — Полюшко-поле — Прасковья Петровна
- 1957 — Отряд Трубачёва сражается — жена председателя колхоза
- 1958 — Поэма о море — мать Ориси
- 1958 — Солдатское сердце — Клавдия Михайловна Грачёва, мать Тони
- 1959 — Ванька — кухарка
- 1959 — Твёрдый характер — кассирша
- 1960 — Бессонная ночь — секретарша
- 1960 — Прыжок на заре — посудомойка
- 1961 — Две жизни — швея
- 1961 — Евдокия — Шестёркина
- 1961 — Мишка, Серёга и я — участие
- 1962 — Где-то есть сын — жена Харлампия
- 1962 — Конец света — мать Поли
- 1962 — Мы вас любим (фильм первый) — дежурная в бассейне
- 1963 — Город одна улица — участие
- 1963 — Ромео, мой сосед — Агриппина Николаевна
- 1964 — Хотите — верьте, хотите — нет… — санитарка в роддоме
- 1965 — Западня — американка
- 1965 — Мимо окон идут поезда — учительница
- 1965 — Рано утром — наставница Нади
- 1965 — Сердце матери — жена подзащитного
- 1965 — Тридцать три — участие
- 1966 — Всадник над городом — учительница
- 1966 — Здесь начинается милиция — капитан милиции
- 1967 — Железный поток — Степанида
- 1967 — Огонь, вода и… медные трубы — деревенская ведьма
- 1968 — Деревенский детектив — мать Степана
- 1968 — Зигзаг удачи — член тиражной комиссии в очках
- 1969 — Новобранцы — бабушка Валеры
- 1969 — Рудольфио — участие
- 1971 — Седьмое небо — Наталья Никитична
- 1972 — Всмотритесь в это лицо — работница горсправки
- 1973 — Ищу человека — соседка Аллы
- 1974 — Звезда экрана — участие
- 1974 — Опасная игра — соседка
- 1975 — В ожидании чуда — участие
- 1975 — У меня есть лев — участие
- 1975 — Финист — Ясный сокол — участие
- 1977 — Предательница — участие
- 1977 — Служебный роман — сотрудница статистического учреждения
- 1978 — По улицам комод водили — свидетельница
- 1981 — Всё наоборот — уборщица в школе
- 1984 — Маленькое одолжение — старушка-попутчица
- 1984 — Неизвестный солдат — Агапова
- 1986 — Как стать счастливым — сотрудница вивария

### Участие в фильмах
- 1991 — Изменницы — документальный исторический фильм

### Озвучивание
- 1948 — Письмо незнакомки — фрау Берндл
- 1958 — Песня матросов — участие
- 1959 — Такая любовь — Милада Матисова
- 1960 — Болотная собака — матушка Шульц
- 1963 — Незаконнорождённые — участие
- 1964 — Невесты-вдовы — Гаалане
- 1964 — Соблазнённая и покинутая — Амалия
- 1965 — Любить воспрещается — жена Дани
- 1966 — Голгофа — участие
- 1967 — Венская почтовая марка — Клара Кукк
- 1967 — Жаворонки прилетают первыми — Алвине
- 1967 — Не хлебом единым — участие
- 1968 — Именем закона — Хатун
- 1973 — Родник в лесу — мать Акселя